# Battaglia di Pavón
La battaglia di Pavón, combattuta il 17 settembre 1861 nell'ambito delle guerre civili argentine, fu uno scontro bellico di grande importanza nella storia dell'Argentina; in esso le forze della Confederazione Argentina, guidate da Justo José de Urquiza, affrontarono l'esercito dello Stato di Buenos Aires, al cui comando era Bartolomé Mitre.
La battaglia si tenne nella pianura tra gli abitati di Rueda e di Godoy, nella provincia di Santa Fe, a poca distanza dalla sponda meridionale del torrente Pavón; al termine di uno scontro equilibrato l'esercito di Mitre ottenne una completa vittoria, dovuta in principal modo al comportamento di Urquiza, che abbandonò improvvisamente il campo di battaglia.
Il risultato dello scontro permise alla provincia di Buenos Aires di unirsi al resto della confederazione mantenendo su di essa una posizione di egemonia.

## Contesto storico
La battaglia di Caseros del 1852 aveva posto fine ad una lunghissima serie di scontri tra la varie province argentine, alimentati da leader provinciali, chiamati caudillos, dotati ciascuno di un proprio esercito; la provincia di Buenos Aires si era però rifiutata di aderire alla riorganizzazione dello stato tramite una costituzione di tipo federale.
Il vincitore di Caseros, Justo José de Urquiza, eletto presidente della nuova Confederazione, dovette così affrontare la secessione della provincia più ricca del Río de la Plata, all'interno della quale il porto di Buenos Aires costituiva, con la sua dogana, la fonte di ingressi fiscali più importante dell'area.
Fallite tutte le negoziazioni, la situazione di conflitto portò in breve alla battaglia di Cepeda del 23 ottobre 1859, nella quale l'esercito della confederazione sconfisse le forze di Buenos Aires, guidate da Bartolomé Mitre. Urquiza però, pur avendo vinto sul campo di battaglia, anziché cingere d'assedio Buenos Aires si fermò a San José de Flores, dove cercò un accordo con gli sconfitti; grazie alla mediazione dell'allora ministro della guerra paraguaiano Francisco Solano López venne così firmato il Patto di San José de Flores, che prevedeva il reintegro della provincia di Buenos Aires nella confederazione in cambio di alcune modifiche costituzionali volute dalle autorità di quest'ultima.
Il 5 marzo 1860 Urquiza lasciò la presidenza nazionale a Santiago Derqui, ritirandosi ad Entre Ríos, dove il 1º maggio riprese la carica di governatore provinciale. Lo stesso giorno Bartolomé Mitre diventò governatore a Buenos Aires. La costituzione, modificata secondo quanto stabilito dal patto, fu promulgata dal nuovo presidente il 1º ottobre 1860. ciononostante Buenos Aires riprese presto, forte della sua grande disponibilità economica, ad appoggiare gli esponenti politici a lei vicina all'interno delle province argentine.
Nella provincia di San Juan una ribellione, appoggiata da Buenos Aires, depose e assassinò il governatore Antonio Virasoro il 16 novembre; in risposta il governo nazionale mandò contro la ribellione una spedizione militare che sconfisse gli insorti ed ordinò la fucilazione del loro capo, Antonino Aberastain, suscitando le proteste di Mitre. Contemporaneamente, al momento in cui si presentarono al Congresso Nazionale della nuova capitale Paraná i deputati di Buenos Aires, questi non furono accettati in quanto eletti tramite una legge provinciale in contrasto con la costituzione. Le tensioni riportarono in breve le due parti in conflitto. I tentativi di mediazione fallirono, principalmente a causa dell'intransigenza della classe dominante di Buenos Aires.

## La battaglia
Nonostante la profonda diffidenza esistente tra i due, Derqui fu costretto a nominare Urquiza a capo dell'esercito nazionale. Quest'ultimo, a capo di un esercito raccolto in tutta fretta, si appostò nei pressi del torrente Pavón sperando fino all'ultimo in un accordo di pace.
Da parte sua Mitre, radunato l'esercito a Rojas, si mise in marcia, attraversando il torrente Arroyo del Medio (confine tra la provincia di Buenos Aires e quella di Santa Fe) con una forza di 9 000 fanti, 6 000 cavalieri e 1 000 artiglieri.
Urquiza dispose il suo esercito ponendo la cavalleria sulle ali e la fanteria al centro, con un nutrito gruppo di cavalieri a fare da riserva. Il 17 settembre 1861 i due eserciti si affrontarono; l'attacco fu sferrato per primo dall'artiglieria della Confederazione. La fanteria di Buenos Aires, tuttavia, ben addestrata e dotata dei più moderni fucili europei, disperse subito i fanti confederati, in gran parte reclute prive di addestramento militare. Per contro, la cavalleria confederata ebbe presto la meglio su quella di Buenos Aires, mettendola presto in fuga.
Al vedere il cedimento del centro del suo schieramento, tuttavia, Urquiza radunò i 4 000 cavalieri di Entre Ríos che aveva tenuto di riserva e con essi abbandonò il campo di battaglia per ritirarsi verso Rosario. Passando per l'accampamento lo vide saccheggiato dalla sua fanteria allo sbando; il comandante confederato non si fermò neppure all'arrivo della notizia della vittoria della sua cavalleria e riparò ad Entre Ríos.
L'abbandono di Urquiza lasciò campo libero all'esercito di Buenos Aires; dopo aver tentato invano di resistere a Rosario, il presidente Derqui fu costretto a dimettersi e a fuggire in Uruguay.

## Conseguenze
Nei mesi seguenti alla battaglia, Mitre lanciò le sue truppe contro le province dell'interno per assoggettarle al nuovo potere, comandate dai colonnelli di origine uruguaiana Paunero, Flores, Rivas e Sandes. Nell'ottobre del 1862 fu così eletto dalle stesse province alla presidenza del Paese.
Nel frattempo, alla fine del 1861 lo stesso Partito Liberale di Buenos Aires si era scisso; da una parte i sostenitori di Mitre cominciarono a pensare di spostare la capitale a Buenos Aires, ponendo la città sotto la giurisdizione del Congresso Nazionale (Partido Nacionalista), dall'altra quelli di Adolfo Alsina propugnavano l'assoluta integrità della provincia (Partido Autonomista).
Urquiza, da parte sua, evitò di intromettersi negli scontri interni scoppiati in Argentina durante la presidenza di Mitre; si presentò alle elezioni nazionali del 1868, ma fu sconfitto nella circostanza da Domingo Faustino Sarmiento. La notte dell'11 aprile 1870 fu ucciso nel suo palazzo in seguito ad una congiura ordita da ambienti vicini a Ricardo López Jordán, che era stato uno dei suoi principali collaboratori ma che si era allontanato dal caudillo di Entre Ríos proprio a causa del suo comportamento a Pavón.
La battaglia di Pavón fu uno degli episodi bellici più importanti della storia argentina; di fatto con essa si chiuse l'epoca degli scontri tra Buenos Aires e le province dell'interno, iniziata quasi simultaneamente con l'indipendenza dall'Impero spagnolo.